# Ficção política
A ficção política emprega narrativa para comentar eventos, sistemas e teorias políticas. Obras de ficção política, como romances políticos, "criticam diretamente uma sociedade existente ou apresentam uma realidade alternativa, até mesmo fantástica". O romance político se sobrepõe ao romance social, ao romance proletário e à ficção científica social.

## Sátira política
As peças do dramaturgo grego Aristófanes são conhecidas pela sua sátira política e social,  particularmente nas suas críticas ao poderoso general ateniense, Cleon, em peças como Os Cavaleiros. Aristófanes também é notável pela perseguição que sofreu.  As peças de Aristófanes giravam em torno de imagens de sujeira e doenças. Seu estilo obsceno foi adotado pelo dramaturgo e comediante grego Menandro, cuja primeira peça, Embriaguez, contém um ataque ao político Callimedon.
"Uma proposta modesta" (1729), de Jonathan Swift, é um ensaio satírico juvenaliano do século XVIII no qual ele sugere que os irlandeses empobrecidos poderiam aliviar seus problemas econômicos vendendo seus filhos como alimento para cavalheiros e damas ricos. A hipérbole satírica zomba das atitudes cruéis para com os pobres, bem como da política britânica para com os irlandeses em geral. Animal Farm (1945), de George Orwell, é uma novela alegórica e distópica que satiriza a Revolução Russa de 1917 e a era stalinista da União Soviética. Orwell, um socialista democrático, era um crítico de Joseph Stalin e era hostil ao stalinismo dirigido por Moscou – uma atitude que foi moldada por suas experiências durante a Guerra Civil Espanhola.
A União Soviética, acreditava ele, tinha-se tornado uma ditadura brutal, construída sobre um culto à personalidade e imposta por um reinado de terror. Orwell descreveu seu Animal Farm como "um conto satírico contra Stalin",[13] e em seu ensaio "Por que escrevo" (1946) ele escreveu que Animal Farm foi o primeiro livro em que ele tentou, com plena consciência do que estava fazendo, "fundir o propósito político e o propósito artístico em um todo".
A obra mais famosa de Orwell, entretanto, é Mil novecentos e oitenta e quatro (publicada em 1949), muitos de cujos termos e conceitos, como Big Brother, duplipensamento, crime de pensamento, Novilíngua, Sala 101, teletela, 2 + 2 = 5 e buraco de memória , entraram em uso comum. Mil novecentos e oitenta e quatro popularizou o adjetivo "orwelliano", que descreve o engano oficial, a vigilância secreta e a manipulação da história registrada por um estado totalitário ou autoritário.[14]

## Romance do século 16
A peça do poeta Jan Kochanowski, A Demissão dos Enviados Gregos (1578), a primeira tragédia escrita na língua polonesa, narra um incidente que levou à Guerra de Tróia. O seu tema das responsabilidades do estadista ressoa até aos dias de hoje. O livro Utopia (1516), escrito por Sir Thomas More, conta a história de um mundo diferente daquele em que vivem. O personagem Thomas More é enviado pelo rei Henrique VIII da Inglaterra para negociar o comércio de lã inglês. Lá ele conhece um homem chamado Raphael Hythloday. Ele é um homem que esteve na ilha da Utopia. Ele explica a More como toda a sua filosofia é encontrar a felicidade e como todos vivem coletivamente, compartilhando tudo o que têm; eles são uma sociedade onde o dinheiro não existe. O que é muito diferente de como a Inglaterra era governada.

## Romance do século 18
A comédia política O Retorno do Deputado (1790), de Julian Ursyn Niemcewicz - poeta, dramaturgo, estadista e camarada de armas polonês de Tadeusz Kościuszko - foi escrita cerca de duas semanas enquanto Niemcewicz servia como deputado para o histórico Sejm de quatro anos de 1788-92. A estreia da comédia em janeiro de 1791 foi um enorme sucesso, gerando amplo debate, comunicados reais e correspondência diplomática. Como Niemcewicz esperava, preparou o terreno para a aprovação da memorável Constituição da Polónia de 3 de maio de 1791, que é considerada a primeira da Europa e a segunda constituição nacional escrita moderna do mundo, depois da Constituição dos Estados Unidos implementada em 1789. A comédia coloca os proponentes contra os oponentes das reformas políticas: de abolir a desestabilizadora eleição livre dos reis da Polónia; de abolir o liberum veto legislativamente destrutivo; de conceder maiores direitos aos camponeses e citadinos; de restringir os privilégios da classe nobre, em sua maioria egoísta; e de promover um papel polaco mais activo nos assuntos internacionais, no interesse de parar as depredações dos vizinhos da Polónia, Rússia, Prússia e Áustria (que em 1795 completarão o desmembramento da Comunidade Polaco-Lituana). O interesse romântico é proporcionado pela rivalidade entre um reformador e um conservador pela mão de uma jovem – que é conquistada pelo proponente das reformas

## Romance do século 19
Um dos primeiros exemplos de romance político é "O Noivo (1827)", de Alessandro Manzoni, um romance histórico italiano. Situado no norte da Itália em 1628, durante os anos opressivos do domínio direto espanhol, foi visto por vezes como um ataque velado ao Império Austríaco, que controlava a Itália na época em que o romance foi escrito. Foi considerado o romance mais famoso e lido da língua italiana.
Na década de 1840, o político britânico Benjamin Disraeli escreveu uma trilogia de romances com temas políticos. Com Coningsby; ou, "A nova geração", Disraeli, na visão do historiador Robert Blake, "infundiu o gênero do romance com sensibilidade política, defendendo a crença de que o futuro da Inglaterra como potência mundial não dependia da velha guarda complacente, mas de políticos jovens e idealistas ."Coningsby" e "Sybil" são ambos romances escritos por Benjamin Disraeli, um político britânico do século XIX. "Coningsby" foi publicado em 1844, enquanto "Sybil" foi publicado em 1845. Ambos os romances fazem parte de uma trilogia, juntamente com "Tancred", publicado em 1847. Eles são conhecidos por explorar temas políticos e sociais da época, refletindo as preocupações e ideias de Disraeli sobre a sociedade e a política britânicas do século XIX. ou "As duas nações" (1845), outro romance político, menos idealista e mais perspicaz do que Coningsby. As "duas nações" do seu subtítulo referiam-se ao enorme fosso económico e social entre os poucos privilegiados e as classes trabalhadoras desfavorecidas. O último da trilogia de romances políticos de Disraeli, "Tancred: A Nova Cruzada" (1847), promoveu o papel da Igreja da Inglaterra no renascimento da espiritualidade enfraquecida da Grã-Bretanha.
Ivan Turguêniev escreveu "Pais e Filhos" (1862) como uma resposta ao crescente cisma cultural que viu entre os liberais da Rússia das décadas de 1830 e 1840, e o crescente movimento niilista russo entre seus filhos. Tanto os niilistas como os liberais da década de 1830 procuraram uma mudança social baseada no Ocidente na Rússia. Além disso, estes dois modos de pensamento foram contrastados com os eslavófilos, que acreditavam que o caminho da Rússia residia na sua espiritualidade tradicional. O romance de Turgenev foi responsável por popularizar o uso do termo "niilismo", que se tornou amplamente utilizado após a publicação do romance.
O romance do escritor polonês Bolesław Prus, "Faraó" (1895), se passa no Egito de 1087-85 aC, enquanto aquele país enfrenta tensões internas e ameaças externas que culminarão na queda de sua Vigésima Dinastia e do Novo Reino. O jovem protagonista Ramsés aprende que aqueles que desafiam os poderes constituídos são vulneráveis à cooptação, sedução, suborno, difamação, intimidação e assassinato. Talvez a principal lição, tardiamente absorvida por Ramsés como faraó, seja a importância, para o poder, do conhecimento. A visão de Prus da queda de uma civilização antiga deriva parte do seu poder da consciência íntima do autor do desaparecimento final da Comunidade Polaco-Lituana em 1795, um século antes de completar o Faraó. Esta é uma consciência política que Prus partilhou com o seu compatriota romancista júnior de 10 anos, Joseph Conrad, que era um admirador dos escritos de Prus. Faraó foi traduzido para 23 idiomas e adaptado como um longa-metragem polonês de 1966. Também é conhecido por ter sido o livro favorito de Josef Stalin.

## Romance do século 20
Joseph Conrad escreveu vários romances com temas políticos: Nostromo (1904), The Secret Agent (1907) e Under Western Eyes (1911). Nostromo (1904) se passa em meio a convulsões políticas no fictício país sul-americano de Costaguana, onde um confiável estivador descendente de italianos, Giovanni Battista Fidanza - o homônimo "Nostromo" do romance (italiano para "nosso homem") - é instruído por ingleses- descendente do proprietário da mina de prata, Charles Gould, para levar a prata de Gould para o exterior, para que não caia nas mãos de revolucionários. O papel da política é fundamental em O Agente Secreto, já que o personagem principal, Verloc, trabalha para uma organização quase política. A conspiração para destruir o Observatório de Greenwich é em si anarquista. Vladimir afirma que o bombardeio “deve ser puramente destrutivo” e que os anarquistas que serão implicados como os arquitetos da explosão “devem deixar claro que [eles] estão perfeitamente determinados a fazer uma varredura em toda a criação social”.
No entanto, a forma política do anarquismo é, em última análise, controlada no romance: o único ato supostamente motivado politicamente é orquestrado por uma agência governamental secreta. O terceiro romance político de Conrad, "Under Western Eyes" (Sob olhos ocidentais), está ligado à história russa. O seu primeiro público leu-o tendo como pano de fundo a Revolução fracassada de 1905 e à sombra dos movimentos e impulsos que tomariam forma como as revoluções de 1917. A novela anterior de Conrad, "Coração das Trevas" (1899), também teve implicações políticas, na sua descrição das depredações coloniais europeias em África, que Conrad testemunhou durante o seu emprego no Congo Belga.
O romance de John Steinbeck, "As Vinhas da Ira" (1939), é uma representação da situação dos pobres. No entanto, alguns contemporâneos de Steinbeck atacaram as suas opiniões sociais e políticas. Bryan Cordyack escreve: "Steinbeck foi atacado como propagandista e socialista tanto da esquerda quanto da direita do espectro político. O mais fervoroso desses ataques veio dos Associated Farmers of California; eles ficaram descontentes com a representação do livro dos agricultores da Califórnia. ' atitudes e conduta em relação aos migrantes. Eles denunciaram o livro como um 'pacote de mentiras' e rotularam-no de 'propaganda comunista'". Alguns acusaram Steinbeck de exagerar as condições do campo para defender uma posição política. Steinbeck visitou os campos bem antes da publicação do romance e argumentou que sua natureza desumana destruiu o espírito dos colonos.
The Quiet American (1955), do romancista inglês Graham Greene, questiona os fundamentos do crescente envolvimento americano no Vietnã na década de 1950. O romance recebeu muita atenção devido à sua previsão do resultado da Guerra do Vietnã e da subsequente política externa americana desde a década de 1950. Graham Greene retrata um funcionário dos EUA chamado Pyle como tão cego pelo excepcionalismo americano que não consegue ver as calamidades que traz sobre os vietnamitas. O livro usa as experiências de Greene como correspondente de guerra do "The Times" e do "Le Figaro" na Indochina Francesa em 1951-54.
"The Gay Place (1961)" (Um lugar feliz) é um conjunto de novelas com temática política com enredos e personagens interligados do autor americano Billy Lee Brammer. Ambientado em um estado sem nome idêntico ao Texas, cada novela tem um protagonista diferente: Roy Sherwood, membro da legislatura estadual; Neil Christiansen, senador júnior do estado; e Jay McGown, redator dos discursos do governador. O próprio governador, Arthur Fenstemaker, um mestre político (que se diz ter sido baseado no mentor de Brammer, Lyndon Johnson) serve como figura dominante em todo o processo. O livro também inclui personagens baseados em Brammer, sua esposa Nadine, a esposa de Johnson, Ladybird, e seu irmão Sam Houston Johnson. O livro foi amplamente aclamado como um dos melhores romances políticos americanos já escritos.

## Romance do século 21
Desde 2000, tem havido uma onda de literatura sobre migrantes transatlânticos em francês, espanhol e inglês, com novas narrativas sobre temas políticos relacionados com a dívida global, abusos laborais, migração em massa e crises ambientais no Sul Global. A ficção política de romancistas contemporâneos das Caraíbas, da África Subsariana e da América Latina desafia directamente a liderança política, o racismo sistémico e os sistemas económicos.  Fatou Diome, uma imigrante senegalesa que vive em França desde a década de 1990, escreve ficção política sobre as suas experiências nas fronteiras pouco acolhedoras de França, dominadas pela cultura cristã branca. A obra da autora guadalupe Maryse Condé também aborda o colonialismo e a opressão; seus títulos mais conhecidos são Ségou (1984) e Ségou II (1985). Situados na histórica Segou (agora parte do Mali), os romances examinam os legados violentos do comércio de escravos, do islamismo, do cristianismo e da colonização (de 1797 a 1860). Crítica ousada da presidência de Nicolas Sarkozy, a romancista francesa Marie Ndiayes ganhou o Prémio Goncourt por "Três Mulheres Fortes" (2009) sobre o controlo patriarcal.

## Romance proletário
O romance proletário é escrito por trabalhadores, principalmente para outros trabalhadores. Ele se sobrepõe e às vezes é sinônimo de romance da classe trabalhadora,  romance socialista, romance de problema social (também romance problemático, romance sociológico ou romance social),[43] romance de propaganda ou tese,  e romance de realismo socialista. A intenção dos escritores da literatura proletária é tirar os trabalhadores das favelas, inspirando-os a abraçar as possibilidades de mudança social ou de uma revolução política. Como tal, é uma forma de ficção política. O romance proletário pode comentar acontecimentos, sistemas e teorias políticas e é frequentemente visto como um instrumento para promover a reforma social ou a revolução política entre as classes trabalhadoras. A literatura proletária é criada especialmente por autores comunistas, socialistas e anarquistas. É sobre a vida dos pobres, e o período de 1930 a 1945, em particular, produziu muitos desses romances. Contudo, obras proletárias também foram produzidas antes e depois dessas datas. Na Grã-Bretanha, os termos literatura, romance, etc. da "classe trabalhadora" são usados de forma mais geral.

## Romance social
Um tipo de romance intimamente relacionado, que frequentemente tem uma dimensão política, é o romance social - também conhecido como romance de "problema social" ou "protesto social" - uma "obra de ficção em que um problema social predominante, como preconceito de gênero, raça ou classe é dramatizado através de seu efeito sobre os personagens de um romance". Exemplos mais específicos de problemas sociais abordados nestes trabalhos incluem a pobreza, as condições nas fábricas e nas minas, a situação do trabalho infantil, a violência contra as mulheres, o aumento da criminalidade e as epidemias causadas pela sobrelotação e pelo mau saneamento nas cidades.
Charles Dickens foi um crítico feroz da pobreza e da estratificação social da sociedade vitoriana. Karl Marx afirmou que Dickens "divulgou ao mundo mais verdades políticas e sociais do que foram proferidas por todos os políticos, publicistas e moralistas profissionais juntos". Por outro lado, George Orwell, no seu ensaio sobre Dickens, escreveu: “Não há nenhum sinal claro de que ele queira que a ordem existente seja derrubada, ou que ele acredite que faria muita diferença se fosse derrubada. seu alvo não é tanto a sociedade, mas a 'natureza humana'."
O segundo romance de Dickens, Oliver Twist (1839), chocou os leitores com suas imagens de pobreza e crime: destruiu as polêmicas da classe média sobre os criminosos, tornando impossível qualquer pretensão de ignorância sobre o que a pobreza implicava. Hard Times (1854), de Charles Dickens, se passa em uma pequena cidade industrial de Midlands e critica particularmente o efeito do utilitarismo na vida das classes trabalhadoras das cidades. John Ruskin declarou Hard Times sua obra favorita de Dickens devido à exploração de importantes questões sociais. Walter Allen caracterizou Hard Times como uma "crítica à sociedade industrial" insuperável.

## Exemplos notáveis
Outros exemplos notáveis estão nas listas principais acima.
- Panchatantra (ca. 200 a.C. ) por Vishnu Sarma
- Dom Quixote (1605) de Miguel de Cervantes
- O Aventuroso Simplicissimus (1668) de Hans Jakob Christoffel von Grimmelshausen
- O Peregrino (1678) por John Bunyan
- Cartas Persas (1721) de Montesquieu
- A história e as aventuras de um átomo (1769) por Tobias Smollett
- Fábulas e Parábolas (1779) de Ignacy Krasicki
- O Líder Partidário (1836) por Nathaniel Beverley Tucker
- Barnaby Rudge (1841) de Charles Dickens
- A Tale of Two Cities (1859) de Charles Dickens
- Que Fazer? (1863) por Nikolai Gavrilovitch Tchernichevski
- Os romances Palliser (1864-1879) de Anthony Trollope
- Guerra e Paz (1869) de Liev Tolstói
- Besy, também conhecidos como Os Possuídos ou Os Demônios (1872), de Fiódor Dostoiévski
- A Era Dourada (1876) de Mark Twain e Charles Dudley Warner
- Democracia: um romance americano (1880) por Henry Brooks Adams
- The Princess Casamassima (1886) de Henry James
- Os Bostonianos (1886) por Henry James
- Ressurreição (1899) por Liev Tolstói
- NEQUA ou O Problema dos Séculos (1900) Jack Adams
- A Velha Nova Terra (1902) de Theodor Herzl
- Mãe (1906) de Máximo Gorki
- The Jungle (1906) de Upton Sinclair
- Petersburgo (1913) de Andrei Biéli
- Os filantropos de calças esfarrapadas (1914), de Robert Tressell
- Der Untertan (1914) de Heinrich Mann
- O Processo (1925) de Franz Kafka
- O Castelo (1926) de Franz Kafka
- O Poço da Fundação (1930) de Andrei Platonov
- A carreira de Nicodemus Dyzma (1932) por Tadeusz Dołęga-Mostowicz
- Walden Dois (1948) de BF Skinner
- Verde escuro, vermelho brilhante (1950) de Gore Vidal
- Atlas Shrugged (1957), de Ayn Rand
- The Manchurian Candidate (1959) por Richard Condon
- The Comedians (1966) por Graham Greene
- Pavilhão de Cancerosos (1967) por Alexander Soljenítsin
- Washington, DC (1967) de Gore Vidal
- Rebarba (1973) de Gore Vidal
- A Guerra do Chocolate (1974) de Robert Cormier
- Guerrilhas (1975) por Vidiadhar Naipaul
- Ragtime (1975) de EL Doctorow
- 1876 (1976) por Gore Vidal
- Vinelândia (1990) por Thomas Pynchon
- Da Pátria com Amor (2005) de Ryu Murakami
- Ocupado (2015); A Vozinha (2016); Amor, poder do dinheiro (2017) de Joss Sheldon

### Ficção científica
- Starship Troopers (1959) por Robert A. Heinlein
- Admirável Mundo Novo (1932), de Aldous Huxley
- The Dispossessed (1974) por Ursula K. Le Guin
- A trilogia Marte (década de 1990), de Kim Stanley Robinson